# رجل المنشار: آرك ريزي
رجل المنشار: آرك ريزي (باليابانية: 劇場版 チェンソーマン レゼ篇) هو فيلم أنمي ياباني من اخراج تاتسويا يوشيهارا، مقتبس من مانغا رجل المنشار واحداثه مكملة للموسم الأول من مسلسل الأنمي عام 2022. أنتج الفيلم ستديو مابا. وسيعرض في 19 سبتمبر 2025.

## الشخصيات
| الشخصية          | مؤدي الصوت      |
| ---------------- | --------------- |
| دينجي            | كيكونوسوكي تويا |
| ريزي             | رينا أويدا      |
| باور             | فيروز آي        |
| ماكيما           | توموري كوسونوكي |
| آكي هاياكاوا     | شوغو ساكاتا     |
| بوتشيتا          | شيوري إيزاوا    |
| كوبيني هيغاشياما | كارين تاكاهاشي  |
| الملاك الشيطان   | مآيا أوتشيدا    |
| بيم              | ناتسوكي هاناي   |
| شيطان القنبلة    | يويا أوتشيدا    |

## طاقم العمل
الفيلم من اخراج تاتسويا يوشيهارا، أخرج سابقًا الحلقة الرابعة والعاشرة من مسلسل الأنمي، كتابة السيناريو بواسطة هيروشي سيكو، تصميم الشخصيات الرئيسية من قبل كازوتاكا سوجيما، وتصميم الشخصيات الثانوية بواسطة ساوتا يامازاكي، وتصميم الشياطين بواسطة ريكي ماتسورا بالتعاون مع كيوتاكا أوشياما، وسوتا شيغيتسوغو مخرج تحريك مشاهد الآكشن.

## روابط خارجية
- رجل المنشار: آرك ريزي على موقع IMDb (الإنجليزية)
- رجل المنشار: آرك ريزي على موقع فيلمافينيتي (الإسبانية)
- رجل المنشار: آرك ريزي على موقع قاعدة بيانات الفيلم (الإنجليزية)
- رجل المنشار: آرك ريزي على موقع ليتربوكسد (الإنجليزية)
- رجل المنشار: آرك ريزي على موقع ANN anime (الإنجليزية)